# Aethalionopsis
Aethalionopsis es un género extinto de peces actinopterigios prehistóricos. Fue descrito por Gaudant en 1967.